# Adonisea jaguarina
Adonisea jaguarina är en fjärilsart som beskrevs av Achille Guenée 1852. Adonisea jaguarina ingår i släktet Adonisea och familjen nattflyn. Inga underarter finns listade i Catalogue of Life.